# Mes emmerdes
Mes emmerdes (in francese:I miei guai) è un brano musicale scritto e interpretato da Charles Aznavour. 
È stata registrata per la prima volta da Aznavour nel 1976.
Charles Aznavour aveva scritto questa canzone mentre era nei guai con il fisco.

## Altre versioni
- 1996 versione in duo con Gilbert  Bécaud nell'album di Aznavour 40 chansons d'or
- 2004 in duo con Laurent Gerra nell'LP 80, Bon Anniversaire Charles